# Steve Ballmer
Steve Ballmer (født 24. marts 1956) er en amerikansk erhvervsmand og var fra januar 2000 til februar 2014 administrerende direktør for Microsoft. I 2008 var han den 43. rigeste privatperson i verden.

## Særpræg
Han har været kritiseret og beundret for sit iltre temperament, og hans store entusiasme. Ved flere lejligheder har han udsat større forsamlinger for sang eller råben til han var forpustet og svedig, mens han forsøgte at opildne publikum. 